# アブド・アル＝ハック2世
アブド・アル＝ハック2世（Abd al-Haqq ibn Uthman Abu Muhammad、? - 1465年5月19日）は、モロッコに存在していたマリーン朝のスルターン（君主、在位：1420年/21年 - 1465年5月19日）。アブー・サイード・ウトマーン3世の子。1420年にワッタース家出身の宰相の下で即位し、1465年まで名目上のスルターンとして王位を保持した。

## 生涯
1420年に父のアブー・サイード・ウトマーン3世が暗殺された後、1歳のアブド・アル＝ハック2世が王位に就けられた。アブド・アル＝ハック2世が即位して間もなく、他の王族が王位を要求して後継者争いが勃発する。
ワッタース家のアブー・ザカリヤーはマリーン朝内の政敵に対抗するためにアブド・アル＝ハック2世を支持し、王室と婚姻関係を築いた。アブド・アル＝ハック2世統治下のモロッコは間も無く混乱に陥り、ワッタース家の影響力はマリーン朝のほぼ全域に及ぶようになる。
成長したアブド・アル＝ハック2世は、1437年にアブー・ザカリヤーを宰相職から罷免する。同年にマリーン朝はタンジールをポルトガルの攻撃から守り抜く。防衛の成功は国民の士気を上げ、守備隊を指揮していたアブー・ザカリヤーの威信を高めた。1438年に首都フェズでイドリース朝の君主イドリース2世の墓がほんの偶然から「発見」され、墓廟は巡礼者にとって重要な目的地とされる
1458年にアル＝ハック2世はワッタース家の人間を虐殺し、代わりにユダヤ教徒を要職に就けた。アル＝ハック2世が起用したユダヤ教徒たちはイスラム教徒を圧迫し、ユダヤ教徒にとって有利な裁定を下したため、マリーン朝内のイスラム教徒の不満は高まった。ユダヤ教徒の警察長官フサイン・アル＝ヤフーディーがシャリーフ（預言者ムハンマドの子孫）の女性を尋問し、侮辱したことが引き金となってフェズ市民の不満が爆発した。1465年5月19日にアル＝ハック2世は新フェズで市民に襲撃され、殺害された。
アル＝ハック2世の死によってマリーン朝は滅亡し、シャリーフの政権が一時的にモロッコを統治した。

## 翻訳元記事参考文献
- Abun Nasr, J.M. (1987). A History of the Maghrib in the Islamic period. Cambridge University Press
- Bosworth, Clifford E. (1996). The New Islamic dynasties. Edinburgh University Press. ISBN 978-0-231-10714-3 2013年5月14日閲覧。
- Julien, Charles-André (1931). Histoire de l'Afrique du Nord, des origines à 1830. Paris: Payot
- Powers, David S. (2002-09-30). Law, Society and Culture in the Maghrib, 1300-1500. Cambridge University Press. p. 14. ISBN 978-0-521-81691-5 2013年5月14日閲覧。